# メン (麹)
メン（men）は、ベトナムの餅麹。バンメン（banh men）、コホ（koho）とも呼ばれる。ルオウ・カンやルオウ・ネプなどの製造に使われる。

## 製法

### 工場生産
インディカ米を杵と臼で砕いて米粉にし、既存のメン粉末とショウガ、水を加えてこねる。これを丸い餅状に成形するか、直径5cm・長さ20cmの円筒状にして1.5 - 2cmの厚さに切る。カビ付けのため籾殻を撒いたざるに載せ、さらに既存のメン粉末をかける。3日間ほど醗酵室に置いた後、日干しして埃を払い完成となる。

### 自家生産
農家などでは、原料としてうるち米の赤米、米糠、薬草を1:1:(2 - 4)の比率で準備する。薬草は、数片に切り分け干して粉末状にしたマメ亜科のドングと、煮沸して煮汁と葉に分けたキク科のメカズーを用いる。また、タマリンドの木皮を使うこともある。後者の煮汁に米粉と米糠、ドング粉末を加え、小さな団子を作ってメカズーの葉で包み、2 - 3日室温で静置して微生物の増殖を待つ。3 - 5日間天日で乾燥させた後、糸を通して台所のかまどの上に吊るし、燻製にする。製法が複雑であり、糖化発酵の力も弱いため、近年は市販のメンが各家庭でも使われている。